# Hörgenau
Hörgenau ist ein Ortsteil der gemeinde Lautertal (Vogelsberg) im mittelhessischen Vogelsbergkreis und Sitz der Gemeindeverwaltung. Der Ort liegt im Naturpark Hoher Vogelsberg.

## Geschichte

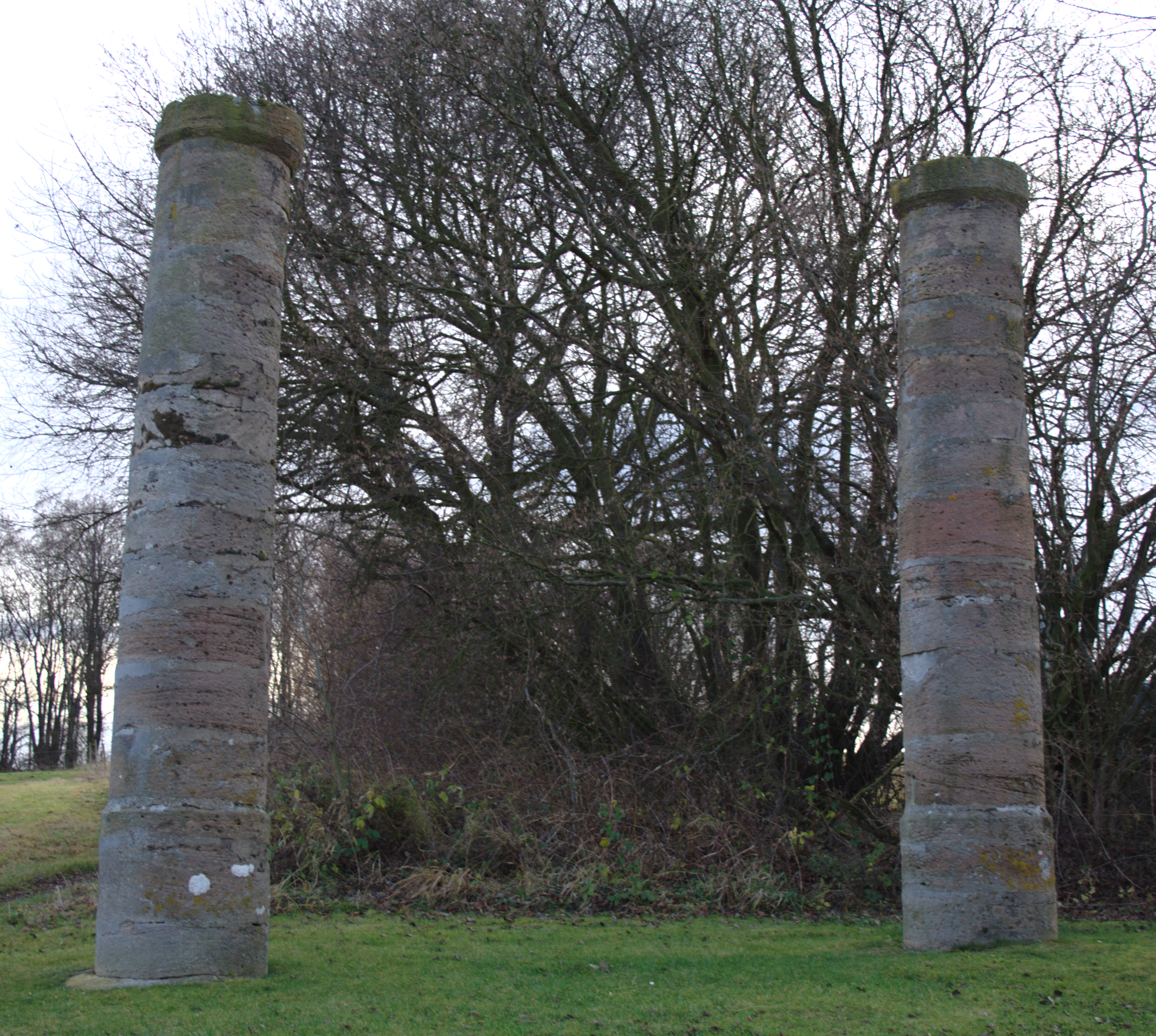
Steinerner Galgen zwischen Hörgenau und Hopfmannsfeld

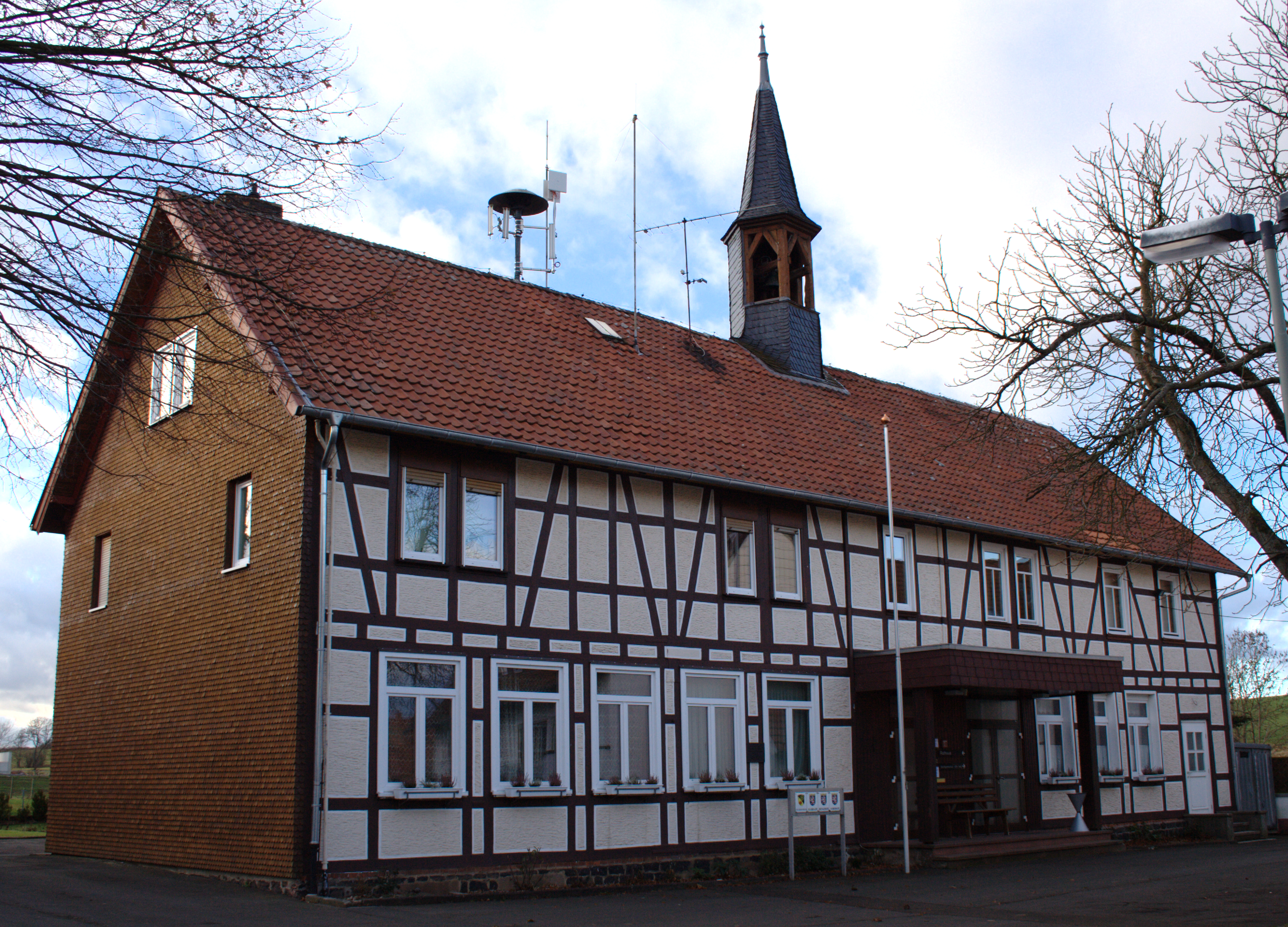
Rathaus der Gemeinde Lautertal in Hörgenau

### Ortsgeschichte
Erstmals wird Ort im Jahr 1509 genannt. Erwähnt wird ein „Jokel Walter zu Hurgenau“. Weitere Ortsnennungen erfolgten 1522:„zwischen Horgenaw und Engelnrod“ und 1556: „zu Horgenau“. Der Name wird ursprünglich „Siedlung an der schmutzigen (schlammigen) Bachaue der Lauter“ bedeutet haben.
Auf einer historischen Karte von Hessen, welche im Dom-Museum in Fulda ausgestellt ist, trug Hörgenau den Namen Hirchenau.
Das Dorf gehörte zur Grundherrschaft der Riedesel zu Eisenbach.
Das Gericht Engelrod umfasste im 17. Jahrhundert neben Hörgenau die Orte Engelrod, Hopfmannsfeld, Eichenrod, Eichelhain, Lanzenhain, Dirlammen, Rebgeshain, Blitzenrod und Frischborn. Hier kam es zu bäuerlichen Aufständen gegen die Riedesel, besonders im 18. Jahrhundert.
Bereits 1580 hatten die Bauern in Engelrod, Eichelhain, Hörgenau, Eschenrod, Hopfmannsfeld und Dirlammen ihre Abgaben und Dienste an die Riedesel in jährliche Geldleistungen umgewandelt. Es blieben aber noch das Hafergeld, Rauch- und Käsgeld, Abgaben für Hühner und Eier, Summen, die kaum gezahlt werden konnten.
An der alten Frankfurter Straße steht in Richtung Hopfmannsfeld ein steinerner Galgen aus dem Jahre 1707.
Zum Kirchspiel Engelrod gehören neben Hörgenau auch Eichenrod, Eichelhain und Rebgeshain. 
Die Statistisch-topographisch-historische Beschreibung des Großherzogthums Hessen berichtet 1830 über Hörgenau:

„Hörgenau (L. Bez. Lauterbach) evangel. Filialdorf; liegt im Vogelsberg, 2 1⁄2 St. von Lauterbach, und gehört dem Freiherrn von Riedesel. Man findet 43 Häuser und 258 Einwohner, die außer 2 Katholiken evangelisch sind, und 1 Mahlmühle.“

Hessische Gebietsreform (1970–1977)
Im Zuge der Gebietsreform in Hessen wurde zum 31. Dezember 1971 die Gemeinde Lautertal durch den Zusammenschluss der bisherigen Gemeinden Eichelhain, Eichenrod, Engelrod, Hörgenau und Meiches neu gebildet. Am 1. Februar 1972 kamen Dirlammen und Hopfmannsfeld hinzu. Für die ehemals eigenständigen Gemeinden wurde je ein Ortsbezirk mit Ortsbeirat und Ortsvorsteher nach der Hessischen Gemeindeordnung eingerichtet. Am 1. Februar 1980 wurde der Name der Gemeinde amtlich in Lautertal (Vogelsberg) geändert.

### Verwaltungsgeschichte im Überblick
Die folgende Liste zeigt die Staaten und Verwaltungseinheiten, denen Hörgenau angehört(e):
- vor 1567: Heiliges Römisches Reich, Landgrafschaft Hessen, Gericht Engelrod der Freiherren Riedesel zu Eisenbach
- ab 1567: Heiliges Römisches Reich, Gericht Engelrod[14]
- 1604–1648: Heiliges Römisches Reich, strittig zwischen Landgrafschaft Hessen-Darmstadt und Landgrafschaft Hessen-Kassel (Hessenkrieg)
- ab 1623: Heiliges Römisches Reich, Landgrafschaft Hessen-Darmstadt, Gericht Engelrod (Freiherren Riedesel zu Eisenbach)[15]
- 1787: Heiliges Römisches Reich, Landgrafschaft Hessen-Darmstadt, Oberfürstentum Hessen, Amt Ulrichstein, Gericht Engelrod
- ab 1806: Großherzogtum Hessen,[Anm. 2] Fürstentum Oberhessen, Amt Ulrichstein, Gericht Engelrod[16][17]
- ab 1815: Großherzogtum Hessen, Provinz Oberhessen, Amt Engelrod der Freiherren Riedesel zu Eisenbach[18]
- ab 1821: Großherzogtum Hessen, Provinz Oberhessen, Landratsbezirk Herbstein[19][Anm. 3]
- ab 1825: Großherzogtum Hessen, Provinz Oberhessen, Umbenennung in Landratsbezirk Lauterbach
- ab 1848: Großherzogtum Hessen, Regierungsbezirk Alsfeld
- ab 1852: Großherzogtum Hessen, Provinz Oberhessen, Kreis Lauterbach
- ab 1867: Norddeutscher Bund,[Anm. 4] Großherzogtum Hessen, Provinz Oberhessen, Kreis Lauterbach
- ab 1871: Deutsches Reich, Großherzogtum Hessen, Provinz Oberhessen, Kreis Lauterbach
- ab 1918: Deutsches Reich (Weimarer Republik), Volksstaat Hessen, Provinz Oberhessen, Kreis Lauterbach
- ab 1938: Deutsches Reich, Volksstaat Hessen, Landkreis Lauterbach[20][Anm. 5]
- ab 1945: Amerikanische Besatzungszone,[Anm. 6] Groß-Hessen, Regierungsbezirk Darmstadt, Landkreis Lauterbach
- ab 1946: Amerikanische Besatzungszone, Hessen, Regierungsbezirk Darmstadt, Landkreis Lauterbach
- ab 1949: Bundesrepublik Deutschland, Hessen, Regierungsbezirk Darmstadt, Landkreis Lauterbach
- ab 1972: Bundesrepublik Deutschland, Hessen, Regierungsbezirk Darmstadt, Vogelsbergkreis, Gemeinde Lautertal (Vogelsberg)
- ab 1981: Bundesrepublik Deutschland, Hessen, Regierungsbezirk Gießen, Vogelsbergkreis, Gemeinde Lautertal (Vogelsberg)

### Gerichtszugehörigkeit seit 1803
In der Landgrafschaft Hessen-Darmstadt wurde mit Ausführungsverordnung vom 9. Dezember 1803 das Gerichtswesen neu organisiert. Für das Fürstentum Oberhessen (ab 1815 Provinz Oberhessen) wurde das „Hofgericht Gießen“ eingerichtet. Es war für normale bürgerliche Streitsachen Gericht der zweiten Instanz, für standesherrliche Familienrechtssachen und Kriminalfälle die erste Instanz. Übergeordnet war das Oberappellationsgericht Darmstadt. Die Rechtsprechung der ersten Instanz wurde durch die Ämter bzw. Standesherren vorgenommen und somit war für Hörgenau ab 1806 das „Patrimonialgericht der Freiherren Riedesel zu Eisenbach“ in Engelrod zuständig. Nach der Gründung des Großherzogtums Hessen 1806 wurden die Aufgaben der ersten Instanz 1821–1822 im Rahmen der Trennung von Rechtsprechung und Verwaltung auf die neu geschaffenen Land- bzw. Stadtgerichte übertragen. Dafür wurde das standesherrliche „Landgericht Lauterbach“ geschaffen, das für Hörgenau zuständig war. Erst infolge der Märzrevolution 1848 wurden mit dem „Gesetz über die Verhältnisse der Standesherren und adeligen Gerichtsherren“ vom 15. April 1848 die standesherrlichen Sonderrechte endgültig aufgehoben. Im Zuge der 1853 durchgeführten Neuordnung der Gerichtsbezirke in der Provinz Oberhessen sollte der Sitz des Landgerichts von Altenschlirf nach Herbstein verlegt werden und dabei dessen Sprengel um die bis dahin zum Landgerichtsbezirk Lauterbach gehörigen Orte Dirlammen, Eichelhain, Eichenrod, Engelrod, Hörgenau, Hopfmannsfeld und Lanzenhain erweitert werden, dies geschah jedoch beides erst mit Wirkung zum 1. September 1854.
Anlässlich der Einführung des Gerichtsverfassungsgesetzes mit Wirkung vom 1. Oktober 1879, infolge derer die bisherigen großherzoglichen Landgerichte durch Amtsgerichte an gleicher Stelle ersetzt wurden, während die neu geschaffenen Landgerichte nun als Obergerichte fungierten, kam es zur Umbenennung in „Amtsgericht Herbstein“ und Zuteilung zum Bezirk des Landgerichts Gießen.
Am 1. Juli 1957 verlor das Amtsgericht Herbstein seine Selbständigkeit und wurde endgültig – nachdem es dies schon zu Ende des Zweiten Weltkrieges war – zur Zweigstelle des Amtsgerichts Lauterbach. Am 1. Juli 1968 wurde auch diese Zweigstelle aufgehoben.
Am 1. Januar 2005 wurde das Amtsgericht Lauterbach als Vollgericht aufgehoben und zur Zweigstelle des Amtsgerichts Alsfeld. Zum 1. Januar 2012 wurde auch diese Zweigstelle geschlossen.

## Bevölkerung
38 Haushalte wurden 1705 in Hörgenau gezählt, 1753 ebenso und 1789 40 Haushalte.

### Einwohnerstruktur 2011
Nach den Erhebungen des Zensus 2011 lebten am Stichtag dem 9. Mai 2011 in Hörgenau 252 Einwohner. Darunter waren 3 (1,2 %) Ausländer. Nach dem Lebensalter waren 42 Einwohner unter 18 Jahren, 122 zwischen 18 und 49, 50 zwischen 50 und 64 und 58 Einwohner waren älter. Die Einwohner lebten in 87 Haushalten. Davon waren 18 Singlehaushalte, 24 Paare ohne Kinder und 36 Paare mit Kindern, sowie 6 Alleinerziehende und keine Wohngemeinschaften. In 18 Haushalten lebten ausschließlich Senioren und in 57 Haushaltungen lebten keine Senioren.

### Einwohnerentwicklung
| • 1806: | 196 Einwohner, 40 Häuser           |
| • 1829: | 258 Einwohner, 43 Häuser           |
| • 1867: | 283 Einwohner, 39 bewohnte Gebäude |
| • 1875: | 267 Einwohner, 40 bewohnte Gebäude |

| Hörgenau: Einwohnerzahlen von 1800 bis 2011 | Hörgenau: Einwohnerzahlen von 1800 bis 2011 | Hörgenau: Einwohnerzahlen von 1800 bis 2011 | Hörgenau: Einwohnerzahlen von 1800 bis 2011 | Hörgenau: Einwohnerzahlen von 1800 bis 2011 |
| --- | ------------------------------------------- | ------------------------------------------- | ------------------------------------------- | ------------------------------------------- |
| Jahr |                                             |                                             |                                             | Einwohner                                   |
| 1800 | 1800                                        |                                             | 228                                         | 228                                         |
| 1806 | 1806                                        |                                             | 196                                         | 196                                         |
| 1829 | 1829                                        |                                             | 258                                         | 258                                         |
| 1834 | 1834                                        |                                             | 265                                         | 265                                         |
| 1840 | 1840                                        |                                             | 277                                         | 277                                         |
| 1846 | 1846                                        |                                             | 283                                         | 283                                         |
| 1852 | 1852                                        |                                             | 277                                         | 277                                         |
| 1858 | 1858                                        |                                             | 245                                         | 245                                         |
| 1864 | 1864                                        |                                             | 288                                         | 288                                         |
| 1871 | 1871                                        |                                             | 287                                         | 287                                         |
| 1875 | 1875                                        |                                             | 267                                         | 267                                         |
| 1885 | 1885                                        |                                             | 283                                         | 283                                         |
| 1895 | 1895                                        |                                             | 271                                         | 271                                         |
| 1905 | 1905                                        |                                             | 261                                         | 261                                         |
| 1910 | 1910                                        |                                             | 269                                         | 269                                         |
| 1925 | 1925                                        |                                             | 250                                         | 250                                         |
| 1939 | 1939                                        |                                             | 230                                         | 230                                         |
| 1946 | 1946                                        |                                             | 327                                         | 327                                         |
| 1950 | 1950                                        |                                             | 292                                         | 292                                         |
| 1956 | 1956                                        |                                             | 269                                         | 269                                         |
| 1961 | 1961                                        |                                             | 254                                         | 254                                         |
| 1967 | 1967                                        |                                             | 232                                         | 232                                         |
| 1970 | 1970                                        |                                             | 235                                         | 235                                         |
| 1980 | 1980                                        |                                             | ?                                           | ?                                           |
| 1990 | 1990                                        |                                             | ?                                           | ?                                           |
| 2000 | 2000                                        |                                             | ?                                           | ?                                           |
| 2011 | 2011                                        |                                             | 252                                         | 252                                         |
| Datenquelle: Historisches Gemeindeverzeichnis für Hessen: Die Bevölkerung der Gemeinden 1834 bis 1967. Wiesbaden: Hessisches Statistisches Landesamt, 1968. Weitere Quellen: LAGIS; 1800; Zensus 2011 |                                             |                                             |                                             |                                             |

### Historische Religionszugehörigkeit
| • 1829: | 256 evangelische (= 99,22 %), zwei katholische (= 0,78 %) Einwohner |
| • 1961: | 209 evangelische (= 82,28 %), 33 katholische (= 12,99 %) Einwohner  |

## Kultur und Sehenswürdigkeiten

### Kulturdenkmäler
Siehe auch Liste der Kulturdenkmäler in Hörgenau.

### Regelmäßige Veranstaltungen
- Faschingsfeier mit Rosenmontagsumzug
- Brandtag (traditionelle Feier mit Gottesdienst am 24. Juni, zum Gedenken an den großen Brand im 19. Jahrhundert)

### Vereine
- Gemischter Chor „Sängerlust“
- Freiwillige Feuerwehr
- Jugendclub „Container“ Hörgenau
- Tennisclub 84 Hörgenau
- Rosenmontagsclub Hörgenau

## Infrastruktur
- Am Ortsrand treffen sich die Landesstraßen L3139 und L3140, die „Ringstraße Hoher Vogelsberg“.
- Im Ort gibt es ein Dorfgemeinschaftshaus.
- Seit 1984 gibt es in Hörgenau einen Tennis-Club mit dazugehörigen Clubanlagen (Vereinsheim, zwei Tennisplätze).